# 張寶樹
張寶樹（1911年12月30日—1998年12月14日），河北高陽人。河北省水产专科学校毕业，日本东京帝国大学农学博士。

## 生平
曾任河北省水产专科学院教授，河北省渔会理事长，中国国民党河北省党部书记长、副主任委员，三青团河北支部干事长，河北省政府委员兼秘书长等职。1948年当选立法委员。1953年至1967年先后任中国国民党中央委员会第5组主任、第1组主任。1967年2月任中国国民党中央政策委员会秘书长。1969年4月至1979年12月任中国国民党秘书长。1972年至1990年7月，任亚东关系协会理事长。1980年3月辞去立法委员一职。1980年被中華民國總統蔣經國聘为總統府資政。
1945年曾任中国国民党第六届候补中央执行委员。1963年11月起当选中国国民党第九、十、十一届中央委员。1979年12月至1981年3月任中国国民党中央常务委员。1981年3月起先后被聘为中国国民党第十二、十三、十四届中央评议委员。1998年病逝，终年87岁。
據《柏楊回憶錄》記載，張寶樹曾打電話給臺灣警備總司令部，逮捕臺北市立大安高級工業職業學校教員汪廷瑚，最後使其慘遭特務毒手死於監獄。